# 설광덕
설광덕(薛廣德, ? ~ ?)은 전한 후기의 관료로, 자는 장경(長卿)이며 패군 상현(相縣) 사람이다.

## 생애
《노시》(魯詩)를 익혀 초나라에서 제자들을 가르쳤고, 어사대부 소망지의 속관으로 발탁되었다. 설광덕과 담론을 나눈 소망지는 그의 기량을 높이 평가하여 조정에 천거하였고, 설광덕은 박사(博士)가 되어 석거각(石渠閣)의 논의에 참여하였다. 이후 간대부(諫大夫)가 되었고, 공우의 뒤를 이어 장신소부·어사대부를 역임하였다. 설광덕은 본래 온화한 자였으나, 삼공의 반열에 들고부터는 직언을 잘하였다.
어사대부가 된 지 얼마 되지 않았을 때, 원제는 감천궁에서 제사를 지낸 후 그곳에서 사냥을 하였다. 설광덕은 이를 간하였다.
| “ | 관동에서는 곤궁한 백성들이 떠돌고 있는데, 폐하께서는 진나라의 종을 치고 정나라·위(衛)나라의 음악을 듣고 계시니 신은 매우 슬픕니다. 어서 궁궐로 돌아가 백성들과 고락(苦樂)을 함께하십시오. | ” |

원제는 바로 궁궐로 돌아갔다.
같은해 가을, 원제는 배를 타고 종묘의 제사를 지내러 가려 하였고, 설광덕은 다리를 건너서 가야 한다고 말하였다. 원제가 듣지 않으니, 설광덕은 다시 간하였다.
| “ | 폐하께서 듣지 않으신다면, 신의 목을 찔러 수레바퀴를 (피로) 더럽혀, 종묘에 드나들 수 없게 하겠습니다! | ” |

원제는 불쾌하게 여겼으나, 광록대부 장맹이 재차 간하니 결국 다리를 건너서 갔다.
그로부터 한 달 남짓 지나, 설광덕은 흉년과 유랑민 발생의 책임을 지고 승상 우정국·대사마거기장군 사고과 함께 사퇴를 청원하였다. 원제는 이들에게 수레와 말·황금을 하사하였다. 설광덕은 10개월 정도 어사대부를 지냈다.
설광덕은 고향인 패군으로 돌아갔고, 태수가 몸소 마중을 나왔다. 패군에서는 설광덕을 자랑스럽게 여겨, 원제로부터 받은 수레를 자손 대대로 간직하였다.

## 출전
- 반고, 《한서》 권19하 백관공경표 下·권71 준소우설평팽전

| 전임 공우 | 전한의 어사대부 기원전 44년 12월 ~ 기원전 43년 2월 | 후임 위현성 |